# Xerolycosa
Xerolycosa is een geslacht van spinnen uit de familie wolfspinnen (Lycosidae).

## Soorten
De volgende soorten zijn bij het geslacht ingedeeld:
- Xerolycosa miniata (C. L. Koch, 1834) (Kustwolfspin)
- Xerolycosa mongolica (Schenkel, 1963)
- Xerolycosa nemoralis (Westring, 1861) (Bosrandwolfspin)
- Xerolycosa sansibarina Roewer, 1960